# Stahlwerksverband

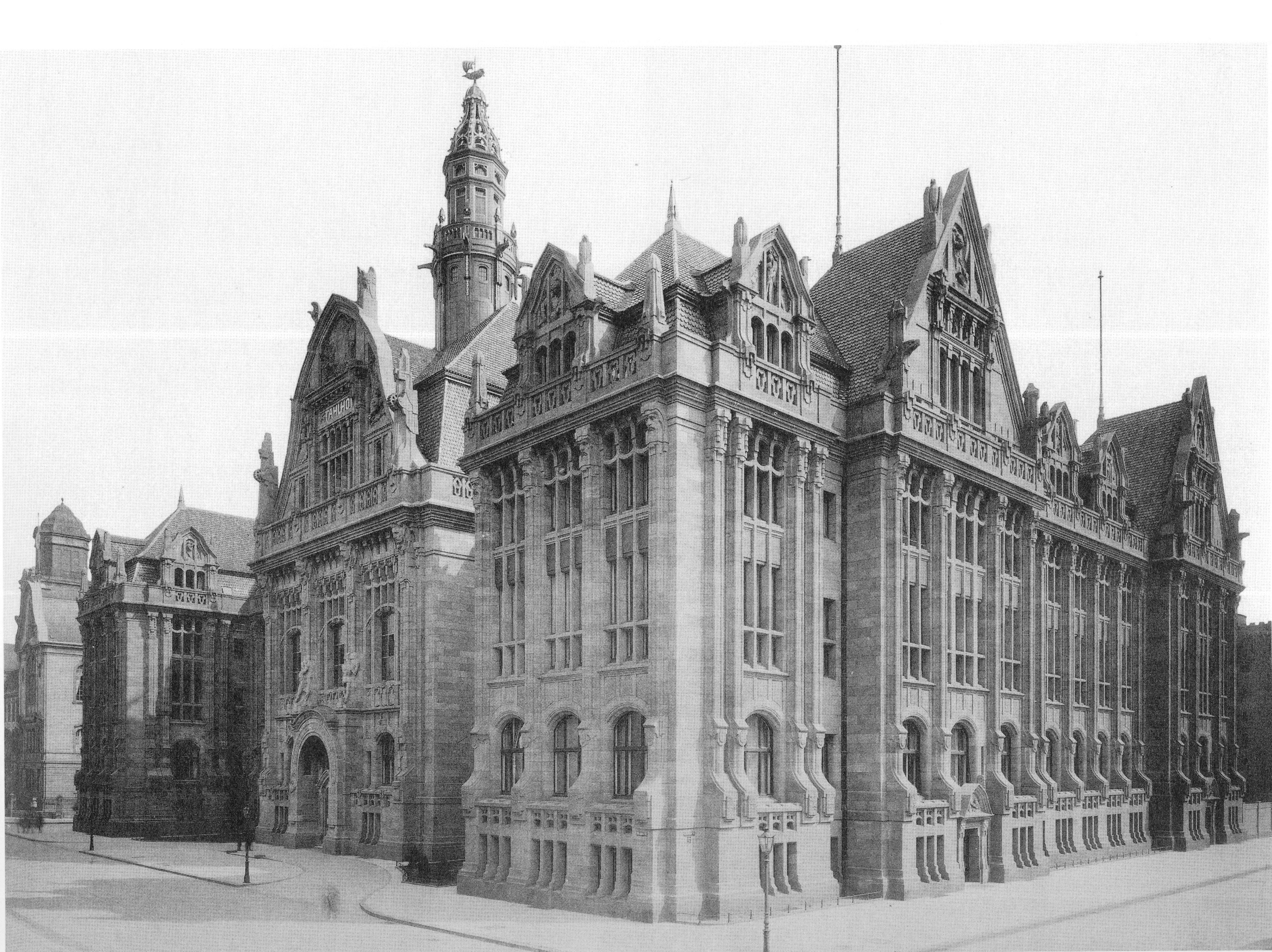
Stahlhof, Sitz des Stahlwerksverbands in Düsseldorf

Der Deutsche Stahlwerksverband war ein 1904 gegründetes Syndikatskartell, d. h. ein hochentwickeltes Kartell mit zentralisiertem Verkauf. Die Deutsche Stahlwerksverband AG war die in Form einer Aktiengesellschaft gegründete Verkaufsgesellschaft des Kartells.

## Geschichte
Unter dem Druck einer immer mächtiger werdenden amerikanischen Konkurrenz, die sich bis zum Jahr 1900 zum US Steel-Trust formierte, begannen 1898 Verhandlungen zwischen deutschen Stahlproduzenten zur Herstellung eines gesamtdeutschen Verbandes der Flusseisenproduktion. Als Ergebnis langwieriger Auseinandersetzungen wurde 1904 der Stahlwerksverband ins Leben gerufen. Dieser war vorerst allerdings begrenzt auf die wichtigsten Stahlproduzenten der rheinisch-westfälischen Montanregion. 1909 erfolgte der Beitritt auch der oberschlesischen Stahlproduzenten, wodurch der Stahlwerksverband nun doch die gewünschte nationale, reichsdeutsche Dimension erhielt.
Der Stahlwerksverband bestand in seiner ursprünglich vereinbarten Form bis 1917, danach kam es, nach einigen Vertragsänderungen, 1919 zeitweise zur Gründung des Eisenwirtschaftsbundes. In den Folgejahren wurde der Deutsche Stahlwerksverband (resp. Teilmengen von diesem) Partner in den internationalen Stahlkartellen der Jahre 1926/29 und 1933/39. Im Jahre 1942 gingen die deutschen Stahlkartelle in den Organen der nationalsozialistischen Lenkungswirtschaft auf: Der Reichsverband Eisen übernahm die früheren Syndikatsaufgaben in einem größeren und optimierten Zusammenhang einer Zentralverwaltungswirtschaft.

## Zweck und Funktion
Ziel der Gründung des Stahlwerksverbandes war es, die heterogene Produktion der eisenverarbeitenden Industrie in einem Wirtschaftskartell beziehungsweise Syndikat zusammenzuschließen, wie dies bei den eisenproduzierenden Werken oder beim Rheinisch-Westfälischen Kohlen-Syndikat seit längerem eine erfolgreiche Praxis war. Gründungsmitglieder des Stahlwerkverbandes waren unter anderem die Montanindustriellen Ernst Poensgen und Adolph Kirdorf. Die sich daran beteiligenden Unternehmen sahen das Kartell als eine Alternativlösung für einen regelrechten Trust an. Trusts waren straff organisierte Konzernunternehmen, welche eine horizontale Konzentration, also eine monopolistische Stellung innerhalb ein und derselben Branche anstrebten. Kartelle hingegen ließen ihren Teilnehmern in allen Bereichen außerhalb des Absatzes einige Freiheiten. Nicht zuletzt die Eigenschaft etlicher Mitgliedsfirmen als Familienunternehmen oder Widerstände der Anteilseigner verhinderten einen festeren Zusammenschluss zu einem Großkonzern.

## Mitgliederzahl und wirtschaftliche Bedeutung
Die Mitgliederzahlen des Syndikats schwankten vielfach aufgrund von Ein- und Austritten oder wegen Betriebsübernahmen. Bis Mitte der 1920er Jahre waren im Durchschnitt etwa 30 Unternehmen der Stahlbranche syndiziert.
Bei Gründung im Jahr 1904 gehörten dem Verband 27 große Stahlwerke des Ruhrgebiets an. Diese kamen auf einen Produktionsanteil von 80 Prozent in Westdeutschland. Unter dem Eindruck des erfolgten Zusammenschlusses traten noch im selben Jahr zunächst drei, dann insgesamt vier weitere Unternehmen der Region bei. 1907 fusionierte der bislang de facto nur rheinisch-westfälische Stahlwerksverband mit dem oberschlesischen, so dass ihm nunmehr wieder 31 große kombinierte Hüttenwerke angehörten. Sie kamen zusammen auf ein Kapital von 1,75 Milliarden Mark. In der Form eines Kartells war die Stahlwerks AG damit die größte privatwirtschaftliche Unternehmung des Deutschen Kaiserreichs. Die angeschlossenen Werke produzierten 1911 80 % der Gesamtproduktion an Fertigfabrikaten und 57 % der Halbfabrikate in Deutschland. Auf die Betriebe entfielen zusammen 95 % der Rohstahlproduktion.
Der 1925/26 reorganisierte Stahlwerksverband war in Sachen Kartellierung erfolgreicher, als es der Zusammenschluss während des Kaiserreichs gewesen war. Für mehr als zwei Drittel der Produktion bestand nun eine Preisfestsetzung.

## Innere und äußere Gliederung

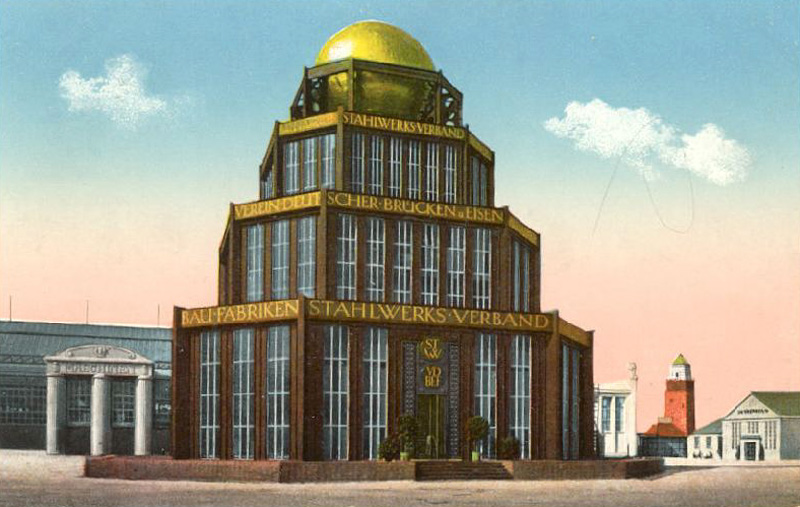
Monument des Eisens, Ausstellungspavillon des Stahlwerksverbands und des Vereins deutscher Brücken- und Eisenbaufabriken auf der Internationalen Baufach-Ausstellung 1913, kolorierte Ansichtskarte von Dr. Trenkler & Co.

Aufgrund der Vielfalt der Stahlproduktion war der Stahlwerksverband von Anfang an ein kombiniertes Kartell, das mehrere Produktgruppen mit jeweils unterschiedlich zusammengesetzten Produzentenkreisen umfasste. Vor dem Ersten Weltkrieg gab es die Unterscheidung zwischen den Produktgruppen A und B. In der Gruppe A waren die schweren Produkte der Walzwerke wie Träger und Schienen zusammengefasst. Die Gruppe B umfasste die leichteren Produkte. Für die Gruppen strebte der Verband eine gemeinsame Preis- und Absatzpolitik an. Dabei wurden die Produkte der Gruppe A direkt durch den Verband und in dessen Namen vertrieben. Die Produkte der Gruppe B wurden weiter von den Einzelunternehmen vertrieben. Dies erfolgte allerdings im Rahmen von Kontingentvereinbarungen. Viermal im Jahr legte der Verband die Preise fest. Daneben wurden Regeln für den Selbstverbrauch und Möglichkeiten zur Übertragung von Produktionsquoten zwischen den einzelnen Unternehmen festgelegt. Allerdings erwiesen sich insbesondere die Regelungen der Gruppe B als problematisch. Seit 1912 fand eine Kontingentierung nicht mehr statt.
Auf der Ebene des Marketing trat der Verband zusammen mit dem Verein deutscher Brücken- und Eisenbaufabriken auf, etwa 1913 auf der Internationalen Baufach-Ausstellung (siehe Abbildung nebenstehend).
Nach dem Ersten Weltkrieg wuchs der Stahlwerksverband in die Rolle eines Generalkontingentierungs- und Dachkartells hinein. 1924 wurde in seinem organisatorischen Rahmen die Deutsche Rohstahlgemeinschaft gegründet. Letztere war eine Teilmenge innerhalb des Stahlwerksverbandes, selbst wieder ein Dachkartell und zugleich Mitglied in den jeweiligen internationalen Stahlkartellen IRG ab 1926 resp. IREG ab 1933.
Nicht dem Stahlwerksverband angeschlossen waren (in den 1920er Jahren) einige speziellere Produktionsbereiche, z. B. Radsätze und Radreifen, Röhren, Großröhren und Draht, für die eigene Verbandsgeschäftsstellen in Essen und Düsseldorf bestanden.

## Aufbauorganisation
Der Stahlwerksverband bestand bei seiner Gründung aus folgenden Hauptorganen:
- der „Stahlwerksbesitzerversammlung“, also der Vollversammlung des Kartells,
- dem „Beirat“ für laufende Steuerungsaufgaben, zusammengesetzt aus je einem Vertreter pro 500.000 t Rohstahlproduktion,
- der achtköpfigen „Kommission“ für zentrale Parameterbestimmungen sowie
- der gemeinsamen Verkaufsstelle (Stahlwerksverband AG).

1907 wurde der Beirat abgeschafft, wodurch die Kommission als geschäftsführendes Organ aufgewertet wurde.

## Innere Verhältnisse und Interessenpolitik
Der Verband war in seiner Existenz stets durch innere Spannungen gefährdet. Jedes Mal nach Auslaufen des befristeten Vertrages kam es zu heftigen Auseinandersetzungen um die Erhöhung der Beteiligungsziffern zwischen den Mitgliedswerken. Vor allem auf Druck der Großbanken und der Regierung blieb der Verband bis nach dem Ersten Weltkrieg bestehen.
Der Stahlwerksverband spielte – neben dem ebenfalls schwergewichtigen RWKS – eine bedeutende Rolle im Centralverband deutscher Industrieller. Beide Verbände zahlten den mit Abstand höchsten Mitgliedsbeitrag von je 10.000 Reichsmark jährlich.

## Rang und Ansehen
Der Stahlwerksverband galt mit seiner Gründung 1904 als eine noch perfektere Kartellform, als dies schon das 1893 eingerichtete Rheinisch-Westfälische Kohlensyndikat dargestellt hatte. Er sei „die hervorragendste Erscheinung auf dem Gebiete des Kartellwesens, sowohl was Umfang als auch inneren Ausbau anbetrifft […]. Man kann ihn demgemäss als das Kartell χατ εξοχην [höchster Ausprägung] bezeichnen.“ In der Tat war die Integrationsleistung (über die Unterschiedlichkeit von Produkten hinweg) des Stahlwerksverbands größer als die des Kohlensyndikats. Bereits ab 1912 allerdings verlor der Stahlwerksverband seine Stellung als Vorbild für die Kartellbewegung wieder, da er zunehmend an innerer Zerstrittenheit und Funktionsmängeln krankte.

## Sitz, Gebäude, Denkmalpflege

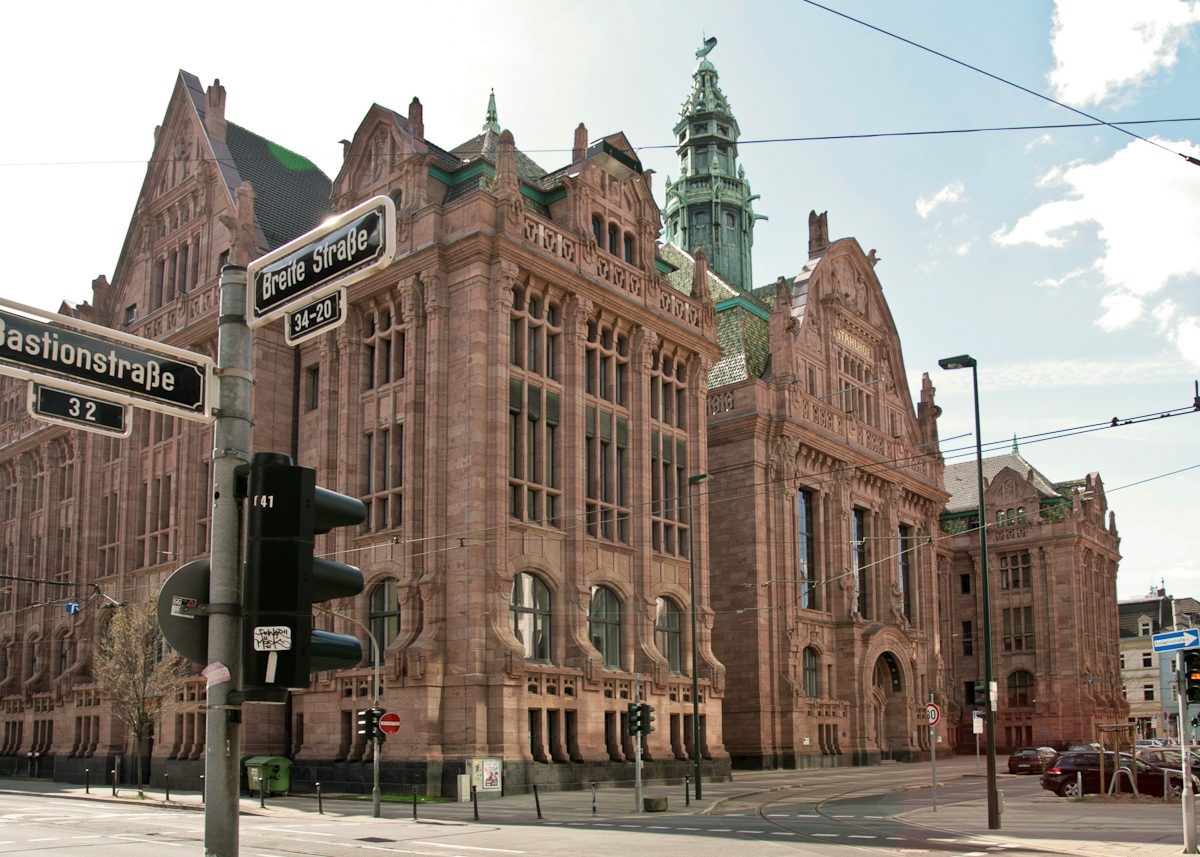
Stahlhof in Düsseldorf, von Osten betrachtet

Sitz der Zentrale, d. h. der zentralen Verkaufsstelle des Syndikats, wurde Düsseldorf. Dieser Standort wurde durch das Entgegenkommen der Stadtverwaltung bei Verbandsgründung möglich. Diese stellte das Baugelände für ein Gebäude für immerhin 400–500 Angestellte unentgeltlich zur Verfügung. Nach einer möglichen Verlegung der Verkaufsstelle sollte das Gebäude in den Besitz der Stadt übergehen. Im Jahr 1908 war das repräsentative Gebäude, Stahlhof genannt, fertiggestellt. Die Ansiedlung der Stahlwerksverband AG stand mit am Anfang der Entwicklung Düsseldorfs zum „Schreibtisch des Ruhrgebiets“. Bis Ende des Zweiten Weltkriegs diente das Gebäude montanwirtschaftlichen Zwecken. Ab Mai 1946 nahm der Zivilgouverneur der britischen Militärregierung für die Provinz Nordrhein bzw. für das Land Nordrhein-Westfalen dort seinen Sitz. Heute ist das Verwaltungsgericht Düsseldorf im Stahlhof untergebracht. Die am Gebäude angebrachte Gedenktafel vermerkt nur den Beginn der „Demokratie in Nordrhein-Westfalen“ in 1946. Nicht erwähnt wird der ursprüngliche Zweck des Gebäudes, der Stahlverkauf für die Produktionsregion Ruhrgebiet und später für das gesamte Reich. Ebenfalls nicht erwähnt wird der Stahlwerksverband als erster, langjähriger, zweck- und stilgebender Nutzer.